# بوسوم
البوسوم (بالإنجليزية: Possum)‏ هو حيوان لبون ينتمي إلى الجرابيات ، ويستوطن أستراليا، غينيا الجديدة، وبعض الجُزر المحيطة كجزيرة سولاويسي. كما أُدخلت هذه الحيوانات إلى بيئة نيوزيلندا في أواخر القرن التاسع عشر.
يعتبر البوسوم حيوان ليلي، حيث يُمارس نشاطاته الحيوية في هذه الفترة ، ويتغذى بشكل أساسي على ثِمار الفاكهة، الحشرات، والبراعم و خصيصاً بيض طائر الكيوي و الذي لايبيض إلا بيضه واحدة كل عام وهو طائر مُهدد بالانقراض .
اسم البوسوم مُشتق من إسم حيوان جرابي آخر يعيش في أمريكا الشمالية يُعرف بالأوبسوم.